# Kosárlabda
A kosárlabda két ötfős csapat által játszott labdajáték. Mindkét csapatnak az a célja, hogy a labdát az ellenfél kosarába dobja, valamint megakadályozza a másik csapatot a labda megszerzésében, illetve a kosár elérésében. Egy-egy kosár elérése után pontokat kapnak a csapatok. Egy kosár alapvetően két pontot ér. Ha távolról, a hárompontos vonalon túlról érik el, akkor három pontot, ha büntetődobásból szerzik, akkor csak egy pontot jegyeznek fel érte. A mérkőzést az a csapat nyeri meg, amelyik a mérkőzés végére több pontot gyűjtött össze. Döntetlen eredmény nem létezik a kosárlabdában. Ha a mérkőzés végén egyenlő az állás, akkor hosszabbítás következik ahányszor csak szükséges a győztes eldöntéséhez. Ez alól egy kivétel van, ha a csapatok oda-visszavágó mérkőzést játszanak. Ebben az esetben az első találkozón lehet döntetlen az eredmény, mert a teljes végeredményt a két mérkőzésen elért pontok összegzésével kell megállapítani. Ugyanekkor előfordulhat, hogy a második mérkőzésen annak ellenére hosszabbítást kell játszani, hogy az eredmény nem egyenlő, de az összesített állás viszont igen.
Magyarországon a Nemzetközi Kosárlabda Szövetség (franciául Fédération Internationale de Basketball, FIBA) szabályai szerint játszanak. Ennek megfelelően a szabályos pálya mérete 15 x 28 méter, a kosarak részét képező gyűrűk magassága a talajtól számítva 3 méter és 5 centiméter. A játékidő 4 x 10 perc, az első és az utolsó kettő között két-két perc szünettel, míg a félidőben többnyire tizenöt perc pihenővel. A hosszabbítások öt percig tartanak. A csapatok félidőben térfelet cserélnek, de a hosszabbításokat úgy tekintik, mint a második félidő folytatását, így ekkor már nincs térfélcsere, bármennyi is legyen hátra belőle.
A nők hatos, a férfiak hetes méretű labdával játszanak. Utánpótlásversenyeken, tizennégy év alatt ötös labdát használnak. Tizenkét éves korig a gyűrű magassága is alacsonyabb lehet. 
Bár a kosárlabda elsősorban teremsport, de szabadtéri változatai is ismertek például az utcai kosárlabda, azaz a streetball, valamint a 3x3-as kosárlabda. Ez utóbbi az Olimpiai Játékok programjában is szerepel az öt-öt elleni játék mellett 2020-tól kezdődően, ami a 2020-as járványhelyzet miatt valójában 2021 lesz.
A kosárlabda szülőhazájában, az Egyesült Államokban a legfőbb bajnokságot az amerikai Nemzeti Kosárlabda Szövetség (angolul National Basketball Association, NBA) szervezi. Ennek sok ponton eltérnek a szabályai a FIBA által szervezett játéktól, de a két szövetség szorosan együttműködik, és az utóbbi évtizedekben jelentősen közelítették egymáshoz az előírásaikat.
A kosárlabdát sebessége és variációs lehetőségei a nézői számára is rendkívül látványossá teszik, ezért napjainkra az egyik legnépszerűbb sportággá vált világszerte.

## A játék története

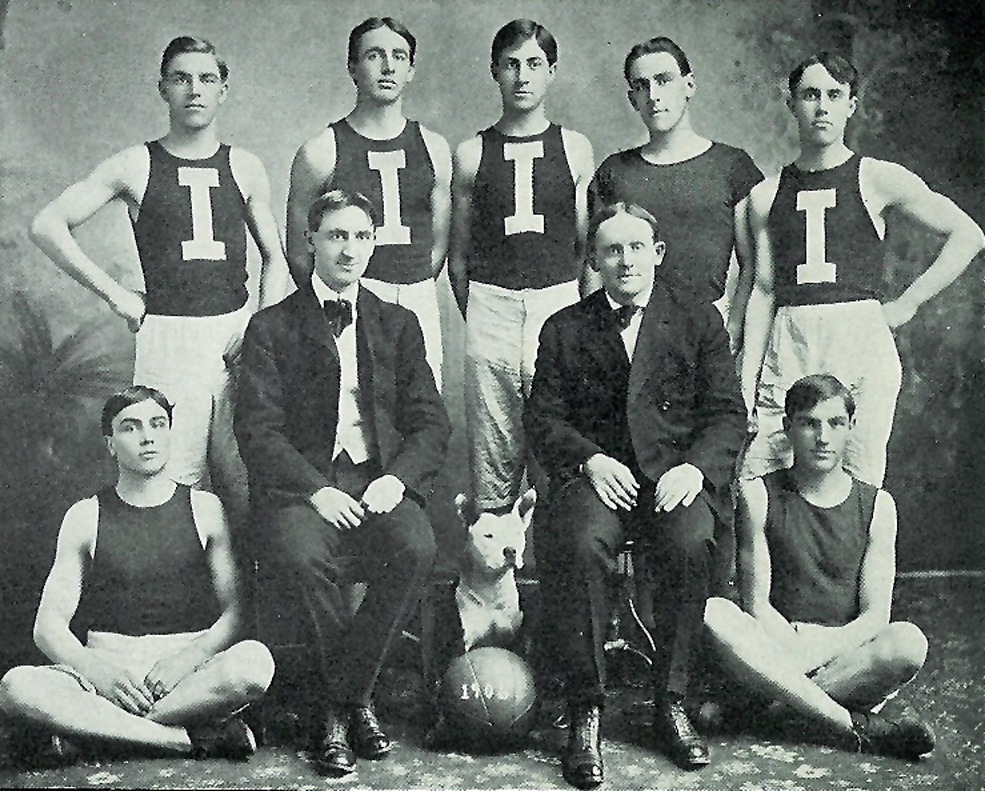
Az Idaho Egyetem 1905-ös kosárlabdacsapata

A kosárlabda egyik ősének tekinthető labdajátékot az amerikai bennszülöttek játszották. A maják és az aztékok változatában egy falra erősített fémgyűrűn kellett átütni a csapattagoknak egy golyót. A maják játéka kegyetlen volt: a vesztes csapatot feláldozták az isteneknek. A kosárlabdához hasonló játékokat már évszázadok óta játszanak; legrégebbi ismert változata a „pok-ta-pok”, amelyet 3000 évvel ezelőtt a mexikói olmékok játszottak. A mai játékot 1891-ben alakította ki a kanadai Dr. James Naismith az USA-beli YMCA iskolában (Massachusetts). Célja az volt, hogy felkeltse tanítványai érdeklődését a sport iránt. „A véletlen segített: egy, a terem sarkában álló őszibarackos kosárba dobta a labdát, amikor hívatták. Visszatérve látta, hogy tanítványai az unalmas gyakorlatok helyett a kosárba való dobálással próbálkoznak. Megtetszett neki az ötlet, és két héten belül elkészült a játék tervezete.”
Naismith a játék megalkotásakor öt alapelvből építkezett: (1) a játékot gömbölyű labdával, kézzel játsszák; (2) a játékosok ne szaladhassanak a labdával; (3) a játékosok mozgása a pályán ne legyen korlátozva; (4) ne legyen durva érintkezés; (5) a labdát vízszintesen elhelyezett kapuba, a játékosoknál magasabbra kelljen dobni.
A „kapu” céljára egy barackoskosár szolgált az iskola tornatermének erkélyére szerelve, mely 10 láb (3,05 m) magasan volt – a mai napig nem változott ez a magasság. Az első, 1891. december 21-én megrendezett mérkőzésen a portás feladata volt egy létrán ülve, hogy gól esetén kivegye a játékra használt futball-labdát a kosárból. Ezt csak egyszer kellett megtennie, hiszen a mérkőzés végeredménye 1-0 lett. A mérkőzéseket a mai játéktér kb. felének megfelelő területen játszották.
Az első szabályzat 13. pontja 1892. január 15-én jelent meg a Triangle magazinban „Új Játék” címen. A „kosárlabda” kifejezést Naismith egyik diákja találta ki. A YMCA gondozta a szabályokat, s hálózata révén a játék nagyon gyorsan elterjedt.
Kezdetben a büntetődobást két kézzel ejtve dobták, most már viszont külön technika van mindenféle dobásnak. Például ziccerdobás, tempódobás stb.

## Néhány játékszabály

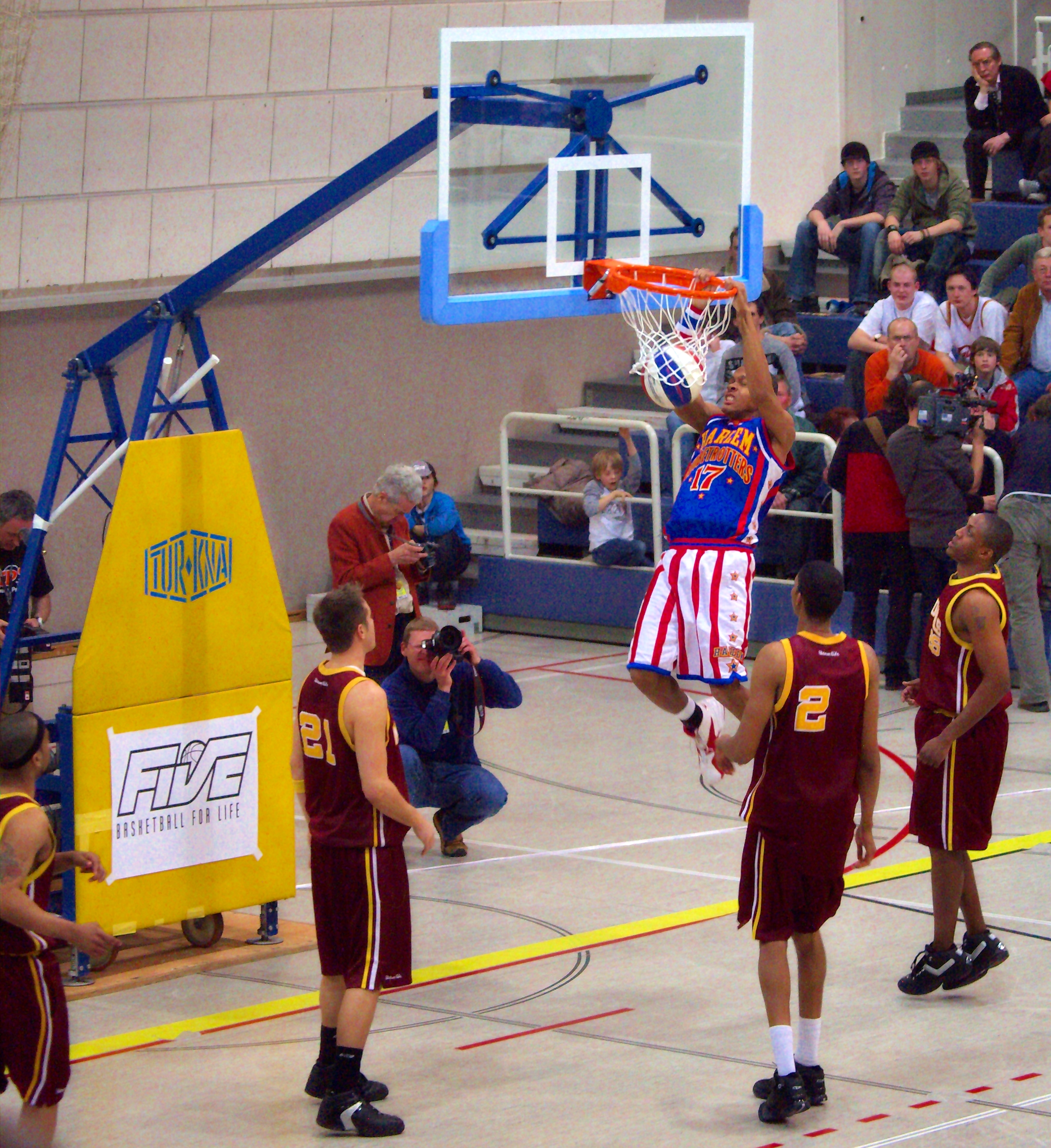
A Harlem Globetrotters csapata a kosárlabda kunsztjait látványos show-ként adja elő

- A kosárlabda lepattintása (labdavezetés) nélkül a labdával nem lehet két lépésnél többet haladni. Ha ezt a játékos nem tartja be, akkor lépéshibát ítélnek ellene, és az ellenfél folytathatja a játékot.
- A másik ehhez hasonló szabály az, hogy ha a játékos befejezi a labdavezetést, akkor nem kezdheti azt újra, mert az „kétszer indulás”, és az ellenfél kapná meg a labdát.
- A kosárlabdázás alapvetően érintkezés nélküli játék. Ha az ellenféltől valaki kosarat akar szerezni, és ezt mi meg szeretnénk akadályozni, akkor nem szabad megütni a kezét, meglökni, ütközni vele stb.
- A 3 pontos vonalon kívüli kosár három pontot ér, ezt távoli dobásnak nevezzük, a vonalon belüli pedig kettőt ér, ezt középtávoli vagy – ha a büntetőterületen belülről történik, akkor – közeli dobásnak nevezzük.
- Ha valakit dobás közben faultolnak (szabálytalankodnak vele szemben), de a dobó bedobja a labdát, akkor ért a kosár, és plusz 1 büntetődobást végezhet el, míg ha nem ment be a labda, akkor annyi büntetődobás jár neki, ahány pontos (2 vagy 3) volt a dobási kísérlete.
- Magyarországon (a FIBA szabályai szerint) 5 személyi hiba után a játékost le kell cserélni, és nem térhet vissza a játéktérre, az NBA-ben 6 személyi hibával lehet kipontozódni (ott azonban 4×10 helyett 4×12 perc a játékidő).
- Ha a támadó csapat a félpályán átvitte a labdát, azt már nem szabad visszavinni a védő térfélre, mert az visszajátszás, és ilyenkor az ellenfél kapja meg a labdát. Ahhoz, hogy a támadótérfélre átvigye a labdát, a csapatnak 8 másodperc áll rendelkezésére.
- Egy labda akkor van kinn, hogyha az alapvonalon vagy az oldalvonalon kívül lepattan, vagy olyan játékost vagy tárgyat érint, aki/ami szintén kint van. Ha nem pattan le vagy rájuk, és vissza tudják juttatni a pályára, a játék folytatódhat. Nagyjából ugyanez érvényes a visszajátszásra a középvonal tekintetében néhány eltérés mellett.
- Ha egy játékos felugrik labdával a kezében (például dobáshoz), de úgy esik vissza a földre, hogy még mindig a kezében van a labda, akkor az lépéshiba (ez alól kivétel, ha egy lábon vagy felugrás után egy lábra érkezve kapta meg a labdát, mert ilyenkor erről a lábáról felugorhat, és leérkezhet páros lábra, de ilyenkor már nem sarkazhat).
- A támadó játékos nem tartózkodhat (az NBA-ben a védekező játékos sem) a büntetőterületen (a gyűrű alatti – esetlegesen – festett zóna) belül egyhuzamban 3 másodpercnél tovább. Ha ezt megteszi, a labdát elveszik a vétkes játékos csapatától.
- A támadó csapatnak 24 másodperce (támadóideje) van, hogy kosárra dobjon. Ha lejár a támadóidő, elveszítik a labdát. Ha a labda érinti a gyűrűt, akkor 14 másodpercet ismét kap a támadó csapat. De ha csak palánkot ér a labda, az óra megy tovább.
- Ha a játékidő leteltével az eredmény döntetlen, akkor 5 perc hosszabbítás következik. A játék nem érhet véget döntetlennel, tehát mindaddig amíg az eredmény döntetlen újabb 5 perc hosszabbítással folytatódik a mérkőzés.

## Pozíciók
- Irányító (1 – point guard)
- Dobóhátvéd (2 – shooting guard)

Pozíciók a kosárlabdában.

- Alacsonybedobó (3 – small forward)
- Erőcsatár (4 – power forward)
- Center (5)

## Méretek

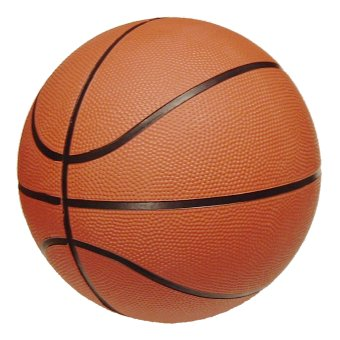
Kosárlabda

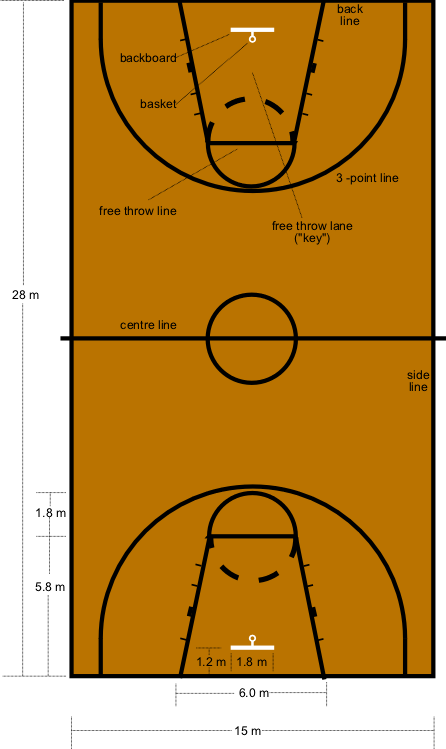
Egy régebbi, 2010 előtti kosárlabda pálya

A kosárlabdapálya a nemzetközi játékokon 28×15 m méretű, az amerikai Nemzeti Kosárlabda-szövetségben (NBA) ez 28,65×15,24 m.
A FIBA alá tartozó mérkőzéseken a pálya felfestése – több szabály mellett – 2010. október 1-jétől változott. A szigorított (büntető)terület alakja az eddigi trapéz helyett téglalap lett, a hárompontos vonal fél méterrel távolabb, 6,75 méterre került a gyűrű középpontjának talaj vetületétől. Létrejött az ún. belemenésmentes terület, akárcsak az NBA-ben.
A gyűrű 3,05 m (10 láb) magasan van a földtől. Szinte kivétel nélkül a bajnokságokon és a nemzetközi játékon ez az elfogadott méret, mióta a játék megszületett, csak a legkisebbek gyűrűjét helyezik időnként alacsonyabbra. A gyűrű belső átmérője 450–459 mm közötti.
A palánk téglalap alakú, 180 centiméter széles és 105 centiméter magas. A játéktér fölé 1,2 méter mélységben nyúlik be. Az alsó részüknek és az oldaluknak párnázottnak kell lennie.
A palánktartó állványnak is párnázottnak kell lennie.
A kosár gyűrűből és hálóból áll. A gyűrű a palánk előtt van 15 centiméterrel, nyomásra billenőnek (10–30°) kell lennie.
A legkisebb gyerekkosárlabda 3-as (kerülete 55–58 cm, tömege 310–330 g), a nagyobb gyerekeké 5-ös (kerülete 66–73 cm, tömege 450–500 g), a női 6-os (kerülete 72,4–73,7 cm, tömege 510–567 g), a férfi 7-es méretű (kerülete 74,9–78,0 cm, tömege 567–650 g).

## Streetball
A kosárlabdából kiindult „underground” stílus a streetball, amit ma már külön kell választani a sima utcai kosárlabdától. Ez a játék annyitól különbözik a rendes kosárlabdától, hogy csak egy kosárra játszanak 3 a 3 ellen és csak 1 cserével.

## Nemzetközi tornák
- Kosárlabda a nyári olimpiai játékokon
- Kosárlabda-világbajnokság (férfi, női)
- Kosárlabda-Európa-bajnokság (férfi, női)